# Anhinojo Folk
Anhinojo Folk és un grup de música popular extremenya fundat en 1977. El nom del grup prové de la població de Hinojal, on es va originar el grup i d'on són la majoria dels seus membres.
Els membres del grup es van dedicar inicialment a recopilar la música popular de Hinojal, gravant-la en cassettes i reinterpretant-la. Posteriorment van ampliar el seu camp geogràfic d'actuació, seguint amb el mateix mètode. També han incorporat cançons pròpies, com Què t'han fet Tajo? de José María Díaz. Es presenten com a conservadors de les cançons populars que s'han vingut transmetent de forma oral i que es veuen en risc de perdre's. Recullen mostres de música tradicional d'Extremadura: cantars d'oficis, romanços, de matança, de noces, de ronda o de cinquens, mantenint la instrumentació popular i amb escassos ornaments. Ocasionalment modifiquen la instrumentació, per exemple quan intervenen junts la gaita i el tambor. Els instruments que utilitzen són diversos atuells de cuina como morter, ampolla d'anís, o calder, a més de guitarra, llaüt, batier -eina utilitzada originalment per rentar-, sonaja dels cinquens, gaita i tambor extremeny.
Els membres han anat variant al llarg de l'existència del grup, mantenint-se Jose Maria Diaz Moreno. En 2014 li acompanyaven Francisco Sanchez Fernal, Benito Lancho Monjo, Felisi Macarrilla Macarrilla i Remi Pantrigo Lotez.

## Obra
- Cantars de Trasantiel.
- Recessos del Tajo.